# Erwin Metzger
Erwin Metzger (* 27. Juli 1939 in Augsburg) ist ein ehemaliger deutscher Fußballspieler, der beim Karlsruher SC von 1963 bis 1966 in der Bundesliga 20 Spiele absolviert hat und dabei 4 Tore erzielte.

## Laufbahn, 1954 bis 1976

### Schwaben Augsburg, 1954 bis 1963
Ab der B-Jugend trug Erwin Metzger das Trikot von TSV Schwaben Augsburg. Die ersten Erfahrungen im Seniorenteam machte der gerade aus der Jugend gekommene Nachwuchsstürmer in der Runde 1957/58, als die Schwaben aus der 2. Liga Süd abstiegen. Es folgten 1959 die Meisterschaften in der 1. Amateurliga Südbayern und 1960 in Nordbayern. Nach dem zweiten Meistertitel waren Metzger und seine Mannschaftskollegen auch in der Aufstiegsrunde gegen die Amateure vom VfB Stuttgart, SpVgg 05 Bad Homburg und Phönix Mannheim erfolgreich und kehrten damit wieder in die 2. Liga Süd zurück. Der Aufsteiger nahm den Schwung mit in die Zweitklassigkeit und holte sich auf Anhieb die Vizemeisterschaft hinter dem Lokalrivalen BC Augsburg (mit Helmut Haller) und gehörte damit zur Runde 1961/62 der Oberliga Süd an.
Im Weltmeisterschaftsjahr 1962 konnte Schwaben Augsburg die Klasse mit dem 13. Rang knapp halten. Metzger hatte 26 Spiele mit 11 Toren bestritten. Sein erstes Spiel in der Oberliga Süd bestritt er am 6. August 1961 bei der 2:4-Startniederlage auf dem Bieberer Berg gegen Kickers Offenbach. Die zwei Duelle gegen den Lokalrivalen BCA entschied die Mannschaft von Trainer Georg Lechner senior jeweils zu ihren Gunsten. Das Rückrundenspiel am 28. Januar 1962 entschied Erwin Metzger mit seinem Treffer in der 16. Minute zum 1:0. Im letzten Oberligajahr 1962/63 rangierte die Schwaben-Elf auf dem 15. Rang und Metzger war in 24 Spielen mit 12 Toren zum Einsatz gekommen. Zusammen mit Georg Lechner junior – er brachte es in den zwei Runden auf 60 Spiele mit 28 Toren – führte Metzger mit 23 Treffern die interne Torschützenliste an. Der für die neue Fußball-Bundesliga nominierte Karlsruher SC unterbreitete Erwin Metzger zur Runde 1963/64 ein Vertragsangebot, worauf der Spieler seine Zelte in Augsburg auflöste und nach Karlsruhe wechselte.

### Karlsruher SC, 1963 bis 1966
Erwin Metzger gehört zum Kreis der Spieler, die am 24. August 1963, am Starttag der neuen Liga, als Aktiver die Ära Fußball-Bundesliga mitbegründet haben. Der KSC empfing den im Süden „namenlosen“ Meidericher SV vor 40.000 Zuschauern im Wildparkstadion und wurde mit 1:4 Toren in das neue Zeitalter des deutschen Spitzenfußballs geführt. Die Mannschaft von Trainer Kurt Sommerlatt trat im Sturm mit den Spielern Metzger, Josef Marx, Otto Geisert, Siegfried Stark und Horst Wild an und war läuferisch und taktisch – Ziehharmonika-System von Trainer Rudi Gutendorf – dem Gast deutlich unterlegen. Dem Neuzugang aus Augsburg gelang in der 38. Minute nicht nur der Treffer zum zwischenzeitlichen 1:3 für den Gastgeber, sondern auch das erste Bundesligator für die Karlsruher.
Die mehrwöchige Weltreise nach Abschluss der Oberligarunde 1962/63 mit Spielen in Asien, Neuseeland, Südsee und den Vereinigten Staaten von Amerika hatte mehr Kraft und Substanz gekostet, als es die KSC-Planer in der Vorschau auf die neue Bundesliga, neben der wichtigen Personalpolitik der Ab- und Neuzugänge, zielführend bedacht hatten. Die Erholungsphase war kurz, um durch das Vorbereitungstraining optimal für die neue Runde mit deutlich stärkerer Konkurrenz, gerüstet zu sein. Der KSC schaffte mit dem 13. Rang knapp den Klassenerhalt und Metzger hatte dabei in 18 Spiele vier Toren erzielt. Beim Rundenstart der zweiten Bundesligarunde 1964/65 glückte den Badenern die Revanche gegen Meiderich. Mit 2:1 Toren startete der KSC mit Erwin Metzger im Angriff in die neue Runde. Am zweiten Spieltag folgte ein 1:1 am 29. August 1964 bei Schalke 04. In Gelsenkirchen bildeten Horst-Dieter Berking, Otto Geisert, Metzger, Klaus-Peter Jendrosch und Hans Cieslarczyk den Angriff der Mannschaft aus dem Wildparkstadion. Für Erwin Metzger bedeutete eine dabei eingehandelte Knieverletzung zuerst eine langwierige Spielpause und später müheselige Comebackversuche die allesamt scheiterten und schließlich nach der Runde 1965/66 – ohne Einsatz – zur Sportinvalidität führten.

### FC Nöttingen, 1966 bis 1976
Während der eineinhalbjährigen Schutzsperre arbeitete Erwin Metzger als Trainer des B-Ligisten FC Nöttingen. Als Spielertrainer stieg er danach im Dreijahresrhythmus in die 2. Amateurliga Mittelbaden auf und beendete mit 37 Jahren 1976 seine Tätigkeit.

## Neben dem Platz
Der gelernte Großhandelskaufmann der zuletzt in der Versicherungsbranche im Außendienst tätig war, lebt auch heute (2008) als Rentner mit Familie in Nöttingen.